# ガロル国立競技場
ガロル国立競技場（ガロルこくりつきょうぎじょう、ガロル・ラスミー・ダンドゥ、ディベヒ語: ގަލޮޅު ރަސްމީ ދަނޑު、英語: Galolhu National Stadium）は、モルディブの首都マレのガロル地区にある多目的スタジアムであり、モルディブの国立競技場である。

## 概要
ラスミー・ダンドゥとはディベヒ語で「公式の競技場」を意味する。主にサッカーの試合に用いられる。モルディブ・リーグに所属するニューラディアントSC、クラブ・バレンシア、ヴィクトリーSC、VBスポーツクラブがホームスタジアムとして使用している他、サッカーモルディブ代表のホームスタジアムとしても利用される。
収容人数は11,850人。2008年にはスリランカとモルディブの共同開催で行われた南アジアサッカー選手権2008の会場として使用され、モルディブ代表が初優勝した。

## アクセス
イブラヒム・ナシル国際空港からフェリーに乗り、エアポートフェリー・ターミナルよりバス402線に乗り換える。最寄りのバス停であるオリンパス・バス＝ステーションより徒歩1分。